# Гидротермический коэффициент увлажнения Селянинова
Гидротермический коэффициент увлажнения Селянинова (ГТК) — характеристика уровня влагообеспеченности территории. Введён российским климатологом Г.Т. Селяниновым (1887—1966). Широко используется в агрономии для общей оценки климата и  выделения зон различного уровня влагообеспеченности с целью определения целесообразности выращивания тех или иных сельхозкультур.
Рассчитывается по формуле: К = R*10/Σt;
где R представляет собой сумму осадков в миллиметрах за период с температурами выше +10°C, Σt определяет сумму температур в градусах Цельсия (°C) за то же время. 
Г.Т. Селянинов по ГТК выделяет следующие зоны: 
- избыточного увлажнения, или зона дренажа (ГТК>1.3);
- обеспеченного увлажнения (1.0–1.3);
- засушливая (0.7–1.0);
- сухого земледелия (0.5–0.7);
- ирригации (ГТК<0.5). [2]

Северная граница степной зоны в европейской части России близка к изолинии K = 1, а северная граница полупустыни ограничивается изолинией K = 0,5. В целом, чем ниже ГТК, тем суше местность. Классификация зон увлажнения по ГТК: влажная — 1,6—1,3; слабозасушливая 1,3—1,0; засушливая — 1,0—0,7; очень засушливая 0,7—0,4; сухая — < 0,4. Колебания значений ГТК для зон неустойчивого увлажнения значительны и связаны с неравномерностью выпадения осадков. 
Примеры ГТК для различных географических пунктов: o. Симушир = 4,4; Москва = 1,4; Одесса = 0,7; Ташкент = 0,1.